# Mangora insperata
Mangora insperata là một loài nhện trong họ Araneidae.
Loài này thuộc chi Mangora. Mangora insperata được Ilka Maria Fernandes Soares & Hélio Ferraz de Almeida Camargo miêu tả năm 1948.